# Neal Adams
Neal Adams, född 15 juni 1941 i New York, död 28 april 2022 i New York, var en amerikansk serieskapare. Han blev mest känd för att teckna superhjälteserier åt bland annat DC Comics, Marvel Comics och det egna förlaget Continuity Comics. Hans bidrag till Batman från 1960-talets slut förnyade seriefiguren och hans universum.

## Utmärkelser (urval)
2018 tilldelades Neal Adams Adamsonstatyetten i guld, utdelad av Svenska Serieakademin.